# Cornelis van Eesteren
Cornelis van Eesteren (Alblasserdam, 4 de julio de 1897-Ámsterdam, 21 de febrero de 1988) fue un arquitecto y urbanista neerlandés. 

## Trayectoria

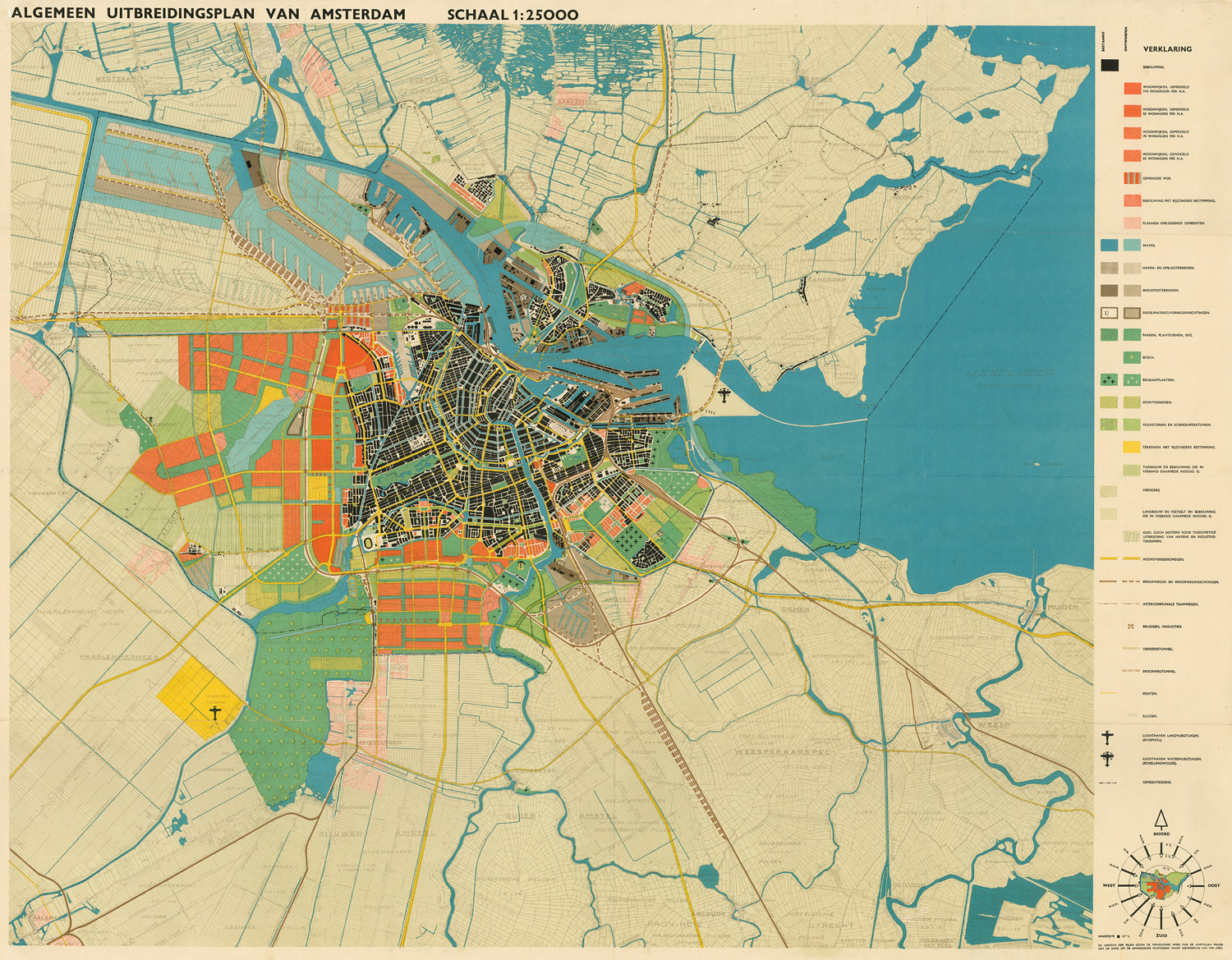
Plan general de extensión para Ámsterdam (1935)

En su juventud trabajó de carpintero. En 1915 entró como delineante en el estudio de Willem Kromhout. Estudió arquitectura en la Academia de Artes Plásticas y Ciencias Técnicas de Rótterdam, donde se tituló en 1917. En 1921 ganó el Premio de Roma pero, en vez de marchar a esta ciudad, ingresó en la Bauhaus de Weimar. Entre 1923 y 1924 residió en París, donde expuso en la galería Léonce Rosenberg los planos de dos casas diseñadas con Theo van Doesburg.
De regreso a su país en 1924, fue jefe de estudio del arquitecto Jan Wils. Se adhirió entonces al neoplasticismo, también conocido por el nombre neerlandés De Stijl («el estilo»), un movimiento interdisciplinar que destacó en pintura con figuras como Piet Mondrian y Theo van Doesburg, de estilo abstracto, mientras que en arquitectura se desarrolló un estilo marcado por composiciones de carácter geométrico y soluciones objetivas e innovadoras, con gran influencia de la obra de Hendrik Petrus Berlage. Tras las divergencias en el seno del movimiento entre Mondrian y Van Doesburg, este último creó una variante del neoplasticismo que llamó «elementarismo», al que se suscribió Van Eesteren. Con una mayor influencia constructivista y bauhausiana, Van Doesburg pretendía hacer una síntesis entre las artes y facilitar una aplicación práctica de la creación artística en la vida cotidiana. En 1924, Van Doesburg y Van Eesteren publicaron Hacia una construcción colectiva, en donde declaraban que «la pintura, sin la construcción arquitectónica, no tiene razón de ser». Desarrollaron su estética en el Manifiesto del elementarismo (1926), en el que defendían la contraposición de la diagonal en cuadros y esculturas con la linealidad vertical-horizontal de la arquitectura.
En 1929 entró como arquitecto y urbanista al servicio de la municipalidad de Ámsterdam. Realizó entonces su principal proyecto, el plan urbanístico de Ámsterdam (Algemeen Uitbreidingsplan o AUP), aprobado en 1935. Inspirado en la Carta de Atenas, el objetivo era la ampliación de la ciudad hacia la periferia, para lo que se realizaron minuciosas investigaciones estadísticas, con las que se creó una subdivisión en barrios de 10 000 viviendas separados por zonas verdes y con bloques abiertos orientados de norte a sur. La concentración de actividades económicas en el centro portuario conllevó un crecimiento denso y compacto, que sin embargo se resolvió de forma óptima con una organización preestablecida para crear barrios cohesionados y con una subdivisión de tareas por unidades menores al barrio supervisadas por un arquitecto. El plan aún está vigente y regula el crecimiento progresivo de la ciudad.
Fue presidente del Congreso Internacional de Arquitectura Moderna (CIAM) entre 1930 y 1947. Tras la Segunda Guerra Mundial se encargó de la ordenación de los pólders sur de Ĳsselmeer y del nuevo pueblo de Nagele. Entre 1959 y 1964 fue el encargado de trazar los planos de la nueva ciudad de Lelystad. Se retiró en 1967.